# Indice de vieillesse
L’indice de vieillesse, aussi nommé indice synthétique de vieillesse ou indice de vieillissement, est un indice statistique utilisé en démographie pour mesurer le vieillissement. 

## Mode de calcul
Il est calculé en mettant en rapport le nombre de personnes âgées et celui de jeunes d’un territoire donné, ce qui fournit une image approximative de l’ensemble d’une structure par âge. Toutefois, comme il n’existe pas de définition universelle de la jeunesse et de la vieillesse, les modes de calcul varient à travers le monde.
En France, pour l’Observatoire des Territoires et l’Institut national de la statistique et des études économiques, cet indice est égal au rapport de la population âgée de 65 ans et plus sur celle âgée de moins de 20 ans.

## Désignation
Quelques variantes existent dans sa désignation :  indice synthétique de vieillesse, indice de vieillesse, indice de vieillissement, ...Indice ou ratio. Ce n'est pas un taux, car les individus présents au numérateur ne figurent pas au dénominateur. 